# Kodiak
Kodiak é uma cidade localizada no Estado americano de Alasca, no Distrito de Kodiak Island, na ilha Kodiak. A sua área é de 12,6 km² (dos quais 3,6 km² estão cobertos por água), sua população é de 6 334 habitantes, e sua densidade populacional é de 706,8 hab/km² (segundo o censo americano de 2000). A cidade foi fundada em 1793, e incorporada em 1974.
De acordo com o censo de 2020, a população da cidade é de 5.581, contra 6.130 em 2010. É a décima maior cidade do Alasca.
Foi palco do filme Anjos da Vida com Kevin Costner, que retrata o duro trabalho da guarda costeira em salvar vidas no mar de Bering.